# Admiralteyets Leningrado
El Admiralteyets Leningrado (en ruso: Футбольный клуб «Адмиралтеец» Ленинград) fue un equipo de fútbol de la Unión Soviética que jugó en la Primera División de la Unión Soviética, la primera categoría de fútbol en el país.

## Historia
Fue fundado en el año 1939 en la ciudad de Leningrado como un equipo del astillero local con el nombre Avangard Leningrado, el cual usaron hasta 1958 cuando lo cambiaron por Admiralteyets Leningrado.
En 1957 es campeón de la Primera Liga Soviética y logra el ascenso a la Primera División de la Unión Soviética, descendiendo tras solo una temporada al terminar en último lugar entre 12 equipos.
Un año después vuelve a ser campeón de la segunda categoría y logra el retorno a la Primera División de la Unión Soviética, donde permaneció por dos temporadas hasta que en 1962 las autoridades deportivas de Leningrado decidieron reemplazar al club en la Primera Liga Soviética por el Dinamo Leningrado y desapareció.
El club jugó tres temporadas en la Primera División de la Unión Soviética donde jugó 84 partidos con 26 victorias, 17 empates y 41 derrotas, anotó 122 goles y recibió 149 y un rendimiento de 41%.

## Palmarés
- Primera Liga Soviética: 2

1957, 1959

## Jugadores

### Jugadores destacados
- Yuri Morosov
- Aleksandr Tieniagin
- Fridric Mariutin